# Не окрећи се, сине
Не окрећи се, сине је југословенски филм, снимљен 1956. године у режији Бранка Бауера. Направљен је по мотивима истоименог романа за дјецу Арсена Диклића.

## Кратак садржај
Партизански илегалац, инжењер Невен Новак бежи из воза са којим усташе превозе затворенике у Јасеновац. После успешног бекства он, из загребачког усташког дечјег дома, покушава избавити сина Зорана, дечака који је индоктриниран усташком и нацифашистичком идеологијом. Када Зоран сазна да му је отац непријатељ режима, одбија да бежи са њим на партизанску територију. Новак се суочава са синовљевим отпором и мрежом коју око њега стеже полиција и агенти.

## Ликови
| Глумац           | Улога                   |
| ---------------- | ----------------------- |
| Берт Сотлар      | Невен Новак             |
| Златко Лукман    | Зоран Новак             |
| Лила Андрес      | Вера                    |
| Радојко Јежић    | Лео                     |
| Златко Мадунић   | Агент                   |
| Тихомир Поланец  | Чистач ципела           |
| Марија Мерлић    | Паола                   |
| Вики Гловацки    | Портир                  |
| Бранко Шпољар    | Бркић                   |
| Никша Стефанини  | Шеф усташке службе      |
| Младен Шермент   | Гробар (као М. Шермет)  |
| Иво Пајић        | Усташа (као Иван Пајић) |
| Радојко Јежић    | Лео (као Р. Јежић)      |
| Круно Валентић   | Полицајац               |
| Стјепан Јурчевић | Ивичин Отац             |

Комплетна филмска екипа  ▼
| Редитељ                   | Бранко Бауер       |                                     |
| Сценариста                | Бранко Бауер       |                                     |
| Сценариста                | Арсен Диклић       |                                     |
| Композитор                | Бојан Адамич       |                                     |
| Директор фотографије      | Бранко Блазина     |                                     |
| Монтажер                  | Борис Тесија       |                                     |
| Сценограф                 | Желимир Загота     |                                     |
| Уметнички директор        | Тихомир Пилетић    |                                     |
| Костимограф               | Теа Стефанчић      |                                     |
| Одсек за шминку           | Едо Хаџиомеровић   | ассистант шминкера                  |
| Одсек за шминку           | Мирко Мачкић       | шминкер                             |
| Менаџер продукције        | Стипе Гурдулић     | помоћник организатора               |
| Менаџер продукције        | Звонко Ковачић     | директор филма                      |
| Менаџер продукције        | Бранко Лустиг      | вођа снимања                        |
| Помоћник режије           | Симо Дубајић       | други помоћник редитеља             |
| Помоћник режије           | Раденко Остојић    | први помоћник редитеља              |
| Уметнички одсек           | Жељко Ситарић      | асистент уметничког директора       |
| Уметнички одсек           | Стево Влаховић     | сценски реквизитер                  |
| Одсек за звук             | Константин Ћук     | соунд ассистант (као Коста Ћок)     |
| Одсек за звук             | Федор Јелер        | тон мајстор (као Федор Јелар)       |
| Одсек за звук             | Фрањо Јурјец       | тон мајстор                         |
| Специјални ефекти         | Никола Вујасиновић | пиротехничар                        |
| Одсек за камеру и расвету | Милан Бабић        | пратилац камере                     |
| Одсек за камеру и расвету | Крешо Грчевић      | пратилац камере                     |
| Одсек за камеру и расвету | Антун Маркић       | фотограф                            |
| Одсек за камеру и расвету | Драгутин Новак     | гафер / грип                        |
| Одсек за камеру и расвету | Милош Радивојевић  | пратилац камере                     |
| Одсек за камеру и расвету | Никола Вујасиновић | сценски мајстор                     |
| Одсек за костим           | Марко Церовац      |                                     |
| Одсек за костим           | Драго Хабазин      | гардеробер                          |
| Одсек за монтажу          | Нада Јелер         | асистент монтажера                  |
| Музички одсек             | Бојан Адамич       | диригент                            |
| Музички одсек             | Лидија Јојић       | музички уредник / супервизор музике |
| Остала екипа              | Дана Господнетић   | секретар режије (као Дана Лончар)   |

## Награде
"Не окрећи се сине" на фестивалу у Пули награђен је Златном ареном за најбољу режију, глумца  и сценографију.